# دايفيد فاغنر
دايفيد فاغنر (بالألمانية: David Wagner)‏ (10 أكتوبر 1971 ألمانيا - ) هو لاعب كرة قدم ألماني يلعب كمهاجم.

## روابط خارجية
- دايفيد فاغنر على موقع قاعدة بيانات كرة القدم.إي يو (الإنجليزية)
- دايفيد فاغنر على موقع بيانات كرة القدم. دي إي (الألمانية)
- دايفيد فاغنر على موقع ناشيونال فوتبول تيمز (الإنجليزية)
- دايفيد فاغنر على موقع Soccerway.com (الإنجليزية)
- دايفيد فاغنر على موقع عالم كرة القدم.نت (الإنجليزية)